# Street Roadster Pony
Street Roadster Pony je pětimístný osobní automobil vyráběný na zakázku brněnskou firmou Pony Auto Trend. Roadster je postaven na podvozku Peugeot Partner/Citroën Berlingo a používá i další jeho komponenty (motor, převodovka).

## Vznik
Firma Pony Auto Trend, která se zabývá výrobou spacích nástaveb a spoilerů pro nákladní automobily, vůz představila na brněnském autosalonu v roce 2004 jako reklamní poutač. Vznikl díky nápadu ředitele firmy Oldřicha Sedláčka, jak využít firemní Citroën Berlingo, který se při nehodě převrátil na střechu. Finální design je dílem Aleše Machů, který za něj získal cenu Dobrý design 2005. Automobil byl hotov za čtvrt roku. Díky české legislativě je možné vozidlo homologovat jako přestavbu. Ve firmě se poté začalo pracovat na tom aby vozidlo odpovídalo všem právním normám. 

## Popis vozu
Karoserie je z laminátu. Vozidlo má 2 výklopné dveře směrem šikmo vzhůru. Podlaha, interiér a mechanické komponenty pochází z vozů Berlingo/Partner. Ke stavbě se používá nový nebo ojetý podvozek. Sériová produkce zatím v plánu není z důvodu omezeného zájmu o tyto vozy. Vozidlo je vyráběno kusově na objednávku po dobu 2 až 3 měsíců. Výrobce má souhlas koncernu PSA Peugeot Citroën k užití všech typů motorů. Záruka na karoserii je 30 let. Přestavba bez doplňků stojí cca 160 000 Kč, kompletní vůz okolo 400 000 Kč.

## Technický popis
Zážehové motory
- 1,4/55 kW
- 1,6/80 kW

Vznětové motory
- 1,6 HDi/55 kW
- 1,6 HDi/66 kW
- 2,0 HDi/66 kW
- 1,9 D /51 kW

Rozměry
- 3850x1680*1590 mm
- 2693 mm rozvor